# Regno di Gandhāra
Il regno del Gandhāra (sanscrito: गन्धार in urdu گندھارا‎?, Gandḥārā; noto anche come Waihind in persiano) fu un antico regno (uno dei sedici mahajanapada) situato nella regione storica del Gandhāra, oggi corrispondente al Pakistan settentrionale e all'Afghanistan orientale. L'antico Gandhāra era localizzato principalmente nella valle di Peshāwar, sull'altopiano di Potohar (vedi Taxila) e lungo il corso del fiume Kabul. Le sue principali città sono state Puruṣapura (l'attuale Peshāwar, letteralmente la “città dell'uomo”) e Takṣaśilā (l'attuale Taxila).

## Storia
Il regno del Gandhāra si evolse lungo un periodo che va dall'XI secolo a.C. circa all'XI secolo d.C. Raggiunse il suo massimo splendore tra il I e il V secolo sotto la guida dei re buddisti Kushan. 
Dalla metà del I millennio a.C., Gandhāra fu una delle 21 satrapie (province) dell'Impero persiano achemenide. Le città più grandi erano Taxila (35 km a nord-ovest dell'attuale Islamabad), elevata a capitale da Dario I (549-486 a.C.), e Peshawar. Dopo che Alessandro Magno (356-323 a.C.) aveva già conquistato gran parte dell'ex Impero persiano, nel 326 a.C. prese anche Taxila, il cui sovrano si arrese senza combattere.
Dopo la morte di Alessandro, il suo impero si disintegrò presto in una moltitudine di piccoli imperi successori, tra i quali prevalse in Asia il regno seleucide. Allo stesso tempo, l'influenza della dinastia indiana dei Maurya crebbe sotto il suo fondatore Chandragupta Maurya, che incorporò il Gandhara nel suo impero. A metà del III secolo a.C., il buddismo si diffuse nella regione del Gandhara sotto Ashoka. In seguito, fino al I secolo a.C., il Gandhara si trovò nella sfera d'influenza dei re greci di Bactria e poi dei Parti, che contemporaneamente stabilirono una colonia nel sud del subcontinente indiano. I Saka, che in quel periodo si erano insediati nell'area dell'attuale Kandahar e si erano fusi con gli arachosiani residenti in Iran, divennero vassalli dei Parti. Approfittando del conflitto tra Parti e Romani, gli Aracosiani ampliarono la loro sfera di potere succedendo agli Indo-Greci nel bacino dell'Indo, che in precedenza erano fuggiti dai Saka nell'Iran orientale (l'odierna Frontiera Nord-Occidentale sui Monti Suleiman, nell'Hindu Kush sud-orientale) e avevano scacciato gli indiani nativi.
Nel I secolo d.C. (50 o 70 circa), il Gandhara divenne il centro dell'Impero Kushan degli Yuezhi (indo-sciti, forse provenienti dalla provincia settentrionale cinese del Gansu), la cui capitale si trovava vicino all'attuale Kabul. Sotto la pressione dell'Impero sasanide, l'influenza dei Kushana si affievolì. Intorno al 330 emerse l'Impero Gupta, che cadde all'inizio del VI secolo con la conquista dell'area da parte del cosiddetto gruppo Alchon (che non può essere semplicemente equiparato agli Eftaliti, gli Unni bianchi di Procopio di Cesarea, vedi Unni iraniani). Questi cacciarono i Gandhariani dall'area. Il restante Impero Kushan era già stato in gran parte assorbito dall'Impero sasanide ("Kushano-Sasanidi"), che aveva temporaneamente recuperato il Gandhara. In questo processo, i Gāndhārī, discendenti da Indo-Greci, Saka e Arachosi, si mescolarono con i Kushan e i Persiani. A quel punto parlavano già da tempo il persiano antico, chiamato Mekhi. Questo sviluppo può essere attribuito ai Kushan e ai Sasanidi. 
Dopo essere stato conquistato da Maḥmūd di Ghazni nel 1021 d.C., il nome Gandhāra scomparve. Durante il dominio islamico la regione fu amministrata da Lahore o da Kabul. Nel periodo Mughal fu parte della provincia di Kabul.

## Geografia
Le genti gāndhārī si insediarono sin dal periodo vedico sulle rive del fiume Kabul (fiume Kubhā o Kabol) fino alla sua confluenza con il fiume Indo. Successivamente il Gandhāra incluse parti della regione nord-occidentale del Punjab. Gandhāra era situato a nord di grandi vie di comunicazione e fu centro di attività commerciali. Fu un importante nodo di collegamento tra la Persia (l'Iran antico) e l'Asia centrale.
I confini del Gandhāra variarono nel corso della storia. Talvolta la valle di Peshāwar e Taxila vennero indicate assieme come il Gandhāra, e in altri momenti nel termine venne inclusa anche la valle dello Swāt (sanscrito: Suvāstu). Il cuore del Gandhāra tuttavia fu sempre la valle di Peshawar. Il regno fu governato da diverse capitali: Pushkalavati (Charsadda), Takṣaśilaovvero Taxila, Purushapura ossia Peshawar e nell'ultimo periodo da Udabhandapura (Hund) sull'Indo.

## Arte e cultura

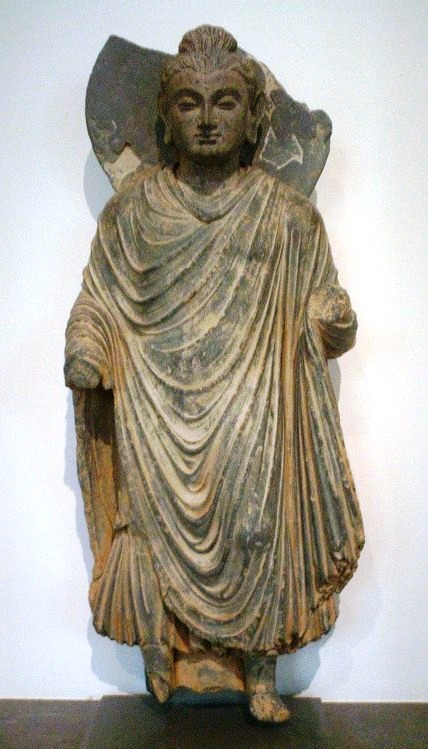
Scultura del Buddha nel tipico stile di Gandhara, che ricorda elementi ellenistici

Il Gandhāra è noto per lo stile distinto dell'arte buddista, un effetto del sincretismo greco-buddista, che fondeva le influenze indiane ed ellenistiche e quelle degli imperi persiani nei secoli successivi alle conquiste di Alessandro Magno in Asia centrale intorno al 330 a.C.
Nel Gandhāra, le prime rappresentazioni del Buddha in forma umana su monete e statue furono realizzate dai Kushān nel I secolo d.C. - prima di allora erano diffuse solo rappresentazioni simboliche (ad esempio stupa, dharmachakra e albero della Bodhi). Queste sculture divennero i modelli per tutte le successive rappresentazioni del Buddha.
I primi manoscritti buddisti, che sono anche i più antichi manoscritti indiani, sono stati trovati nel Gandhāra. La lingua dell'epoca, il Gandhari, discendeva dal Pracrito ed era imparentata con il sanscrito. La lingua del Gandhara veniva scritta nella scrittura Kharoshthi. Con il dominio dei Kushāno-Sasanidi, il Gandhāri fu sostituito da Mekhi.
Il periodo di massimo splendore dello stile Gandhāra va dal I secolo sotto la dinastia Kushāna fino all'invasione degli Unni bianchi nel V secolo. Partendo dal Gandhāra, il buddismo si è diffuso in Asia orientale attraverso la Via della Seta, in Cina e successivamente in Corea e Giappone.
Si ritiene che Gandhāra sia anche il sito del mistico lago Dhanakosha, luogo di nascita di Padmasambhava, il fondatore del buddismo in Tibet. 
La successiva cultura buddista della Valle di Bamiyan, che si trova più a nord nel centro dell'attuale Afghanistan, con le sue famose statue di Buddha alte 35 e 53 metri, è stata fortemente influenzata dallo stile Gandhāra. Le statue sono state scolpite in una parete rocciosa di arenaria rossa nel V-VI secolo d.C., avevano toghe in stile greco-buddista ed erano decorate con pietre preziose.

## Il periodo antico di Gandhāra

### Periodo preistorico
Alcuni reperti rilevano che l'uomo abitò la regione già a partire dall'età della pietra. Strumenti in pietra e ossa sono state rinvenute a Sanghao vicino a Mardan presso delle grotte. I manufatti risalgono a circa 15 000 anni fa. Recenti scavi hanno ridatati la presenza umana a 30 000 anni prima.
La zona mostra un influsso della cultura dell'Asia centro meridionale nell'età del Bronzo verso la cultura dello Swat, per l'immigrazione di gruppi di Indo-Ariani ed il nucleo della civiltà vedica. Questa cultura sopravvisse fino al VII secolo, come dimostrano reperti trovati nelle regioni collinari di Swat e Dir, ed anche a Taxila.

### Periodo vedico
La prima menzione degli abitanti di Gandhara, noti come Gandhārī, è attestata una volta nel Ṛgveda come tribù che possiede pecore di buona lana. Nell'Atharvaveda, i Gandhārī sono menzionati in un inno in cui si chiede alla febbre di abbandonare il corpo dell'uomo malato e di recarsi invece presso queste tribù; queste tribù erano le più lontane tribù di confine conosciute.
Il re del Gāndhārī Nagnajit e suo figlio Svarajit sono menzionati nei Brāhmaṇa, secondo i quali ricevettero la consacrazione brahmanica, ma l'atteggiamento della loro famiglia nei confronti del rituale è menzionato negativamente, con la famiglia reale del Gandhāra che in questo periodo segue tradizioni religiose non brahmaniche. 
Nell'ultimo periodo vedico la situazione era cambiata e la capitale del Gāndhārī, Takṣaśila (Taxila), era diventata un importante centro di conoscenza dove ci si recava per apprendere i tre Veda.
Durante il VI secolo a.C., Gandhāra era un'importante potenza imperiale nel nord-ovest dell'Asia meridionale dell'Età del Ferro, con la valle di Kashmir che faceva parte del regno, mentre gli altri stati della regione del Punjab erano sotto la sovranità di Gāndhārī. Il re di Gāndhārī Pukkusāti, che regnò intorno al 550 a.C., si impegnò in imprese espansionistiche che lo portarono in conflitto con il re Pradyota della nascente potenza di Avanti, situata nella regione del Punjab. Quest'ultimo sovrano intrattenne relazioni amichevoli anche con il re Bimbisāra di Magadha.
A causa di questa posizione di rilievo, i testi buddisti elencavano il regno di Gandhāra come uno dei sedici Mahājanapadas ("grandi regni") dell'Asia meridionale dell'Età del Ferro.